# Конституция Республики Хакасия
Конституция Республики Хакасия (хак. Хакас Республиканың Конституциязы) — основной закон Республики Хакасия в составе Российской Федерации.
Принята 10 мая 1995 года.  Внесение поправок: от 17 февраля, 17 ноября 1998 г., 5 сентября, 21 ноября 2000 г., 10 декабря 2001 г., 10 февраля, 1 июля 2003 г., 27 февраля 2004г., 5 июля 2005г., 26 июня 2006 г.
Состоит из:
- преамбулы "Верховный Совет Республики Хакасия, выражая волю многонационального народа Хакасии, исходя из высокой ответственности перед нынешним и будущими поколениями, утверждая права и свободы человека и гражданина, гражданский мир и согласие, веру в добро и справедливость, основываясь на Конституции Российской Федерации, принимает Конституцию - Основной Закон Республики Хакасия"
- 10 глав
- и 135 статей